# 満島ひかり

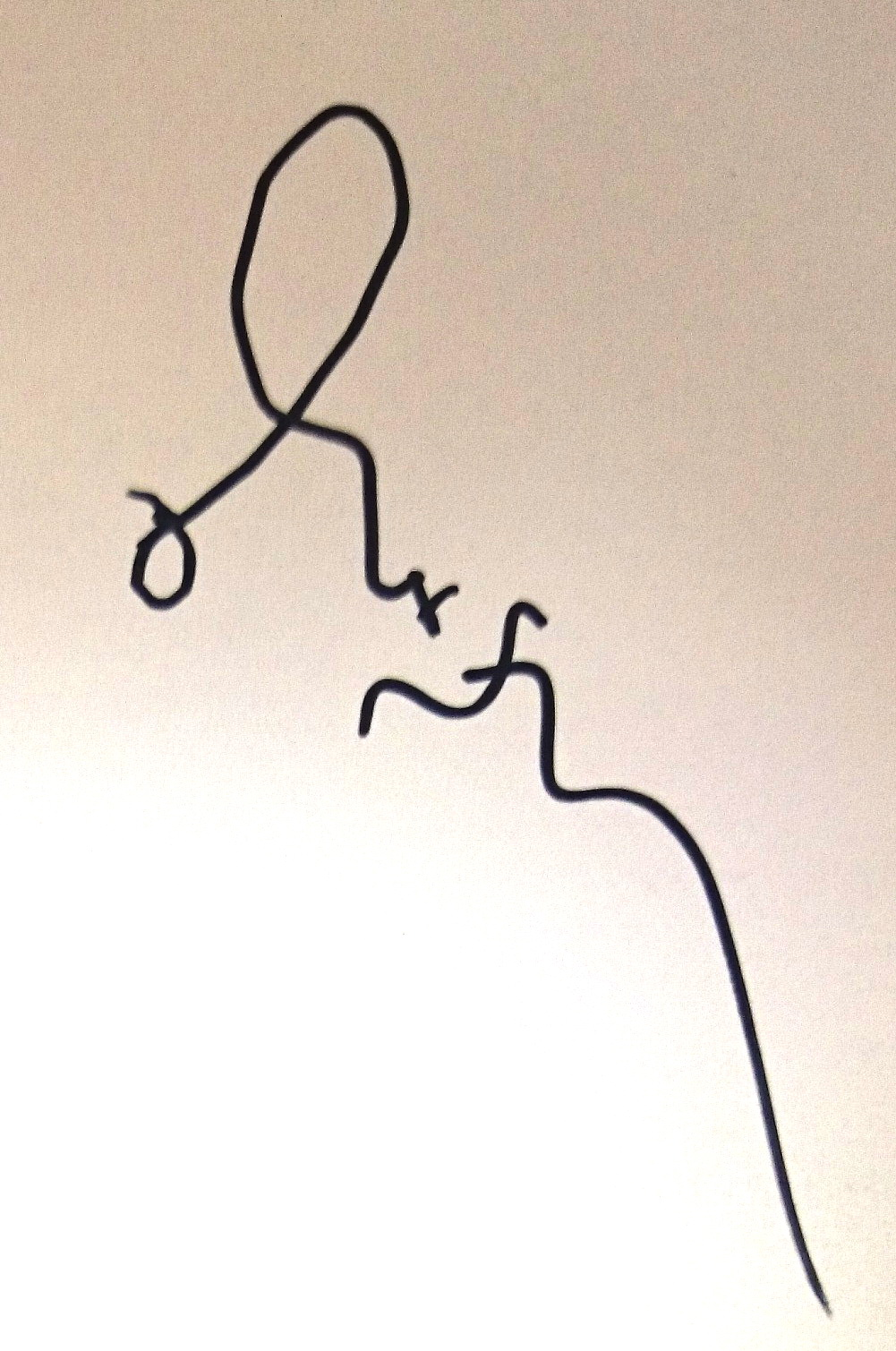
サイン

満島 ひかり（みつしま ひかり、1985年〈昭和60年〉11月30日 - ）は、日本の女優、タレント、歌手。本名同じ。
鹿児島県鹿児島市生まれ、沖縄県沖縄市出身。ユマニテを経て現在はフリーランス。

## 来歴

### Folderデビュー以前
沖縄アクターズスクール主催の「安室奈美恵を目指せ！NEW・SUPER MONKEY'Sオーディション」で優勝。無料で1年通学できる権利を得たため、親を説得して入校。11歳の時に篠山紀信が山田優など同校の生徒を中心に撮影した写真集「少女たちのオキナワ」において、満島が写真集の1ページ目を飾る。

### FolderからFolder5
7人組ユニット「Folder」に「HIKARI」名義で参加し、1997年にシングル「パラシューター」でデビュー、10万枚以上のヒットを記録。同時期に映画『モスラ2 海底の大決戦』にも子役で出演し、この経験が俳優を志すきっかけになった。
2000年に5人組ユニット「Folder5」へ改組後も、3rdシングル「Believe」がアニメ『ONE PIECE』（フジテレビ）のオープニングテーマに起用されるなどし、ヒットした。

### ソロ活動（司会・グラビア・タレントから女優へ）
Folder5の活動休止後、八雲学園高等学校在学中の2003年9月から『ゼベック・オンライン』のアシスタントとして本名の「満島ひかり」名義で芸能活動を再開。司会・グラビア・タレント活動を経て現在の女優業に転向した。この間、2004年4月にヴィジョンファクトリー（現・ライジングプロダクション）の子会社「ぱれっと」に、2009年にユマニテに移籍。
『ウルトラマンマックス』で金子修介に抜擢され、主演舞台も用意されるなど一部では注目されたが長らく芽が出なかった。転機となったのは映画『愛のむきだし』。当時ほとんど無名ながら「もはや狂気とも呼べる領域に達した満島の芝居に全てが圧倒された」と園に言わしめた演技が高く評価され、作品の話題性と相まって知名度が急上昇。同作品で報知映画賞、ヨコハマ映画祭、毎日映画コンクールなど、その他多くの映画新人賞を受賞、キネマ旬報賞では助演女優賞を獲得。その後も映画『プライド』、『カケラ』、『悪人』、ドラマ『モテキ』などに出演した。
2010年、主演を務めた『川の底からこんにちは』でヨコハマ映画祭主演女優賞とエランドール賞新人賞を受賞した。『悪人』で第34回日本アカデミー賞 優秀助演女優賞をはじめとする多数の賞を受賞。このほか、テレビドラマ4本映画2本に出演した。
2011年7月期、『それでも、生きてゆく』で連続ドラマ初ヒロインを務め、『おひさま』にも出演した。同年末にはドキュメンタリーのナレーターを2度務めた。このほか、3本の映画、1本のテレビドラマに出演（うち2本は3D映画）にも出演。映画『一命』で第35回日本アカデミー賞 優秀助演女優賞を受賞。
2012年、『開拓者たち』で主演を務めた。映画『北のカナリアたち』に出演し3年連続となる第36回日本アカデミー賞 優秀助演女優賞を受賞。このほか、舞台1本に出演。
2013年、民放初主演となる7月期ドラマ『Woman』での演技が高評価を得、放送文化基金賞 演技賞を含む3つの賞を受賞した（受賞歴参照）。このほか、『100万回生きたねこ』を含む舞台3本、映画1本に出演した。
2014年、『若者たち2014』、10月期『ごめんね青春!』と2期つづけて連続ドラマでヒロインを務めた。初のボクサー役を務めたドラマ『おやじの背中』第2話「ウエディング・マッチ」が平成26年度文化庁芸術祭賞テレビドラマ部門で優秀賞を受賞している。同年はほかに映画1本に出演している。
2015年、蜷川幸雄80周年記念シェークスピア舞台公演『ハムレット』にオフィーリア役で出演。レアティーズ役は弟が務めた。また映画『駆込み女と駆出し男』に出演し、第39回日本アカデミー賞 優秀助演女優賞を受賞。また『ど根性ガエル』ではピョン吉の声を演じた。同年11月22日には、単独としては初パーソナリティを務める「J-WAVE SELECTION HELLO MY HONEY」がJ-WAVEで放送された。ゲストには友人の安藤サクラとEGO-WRAPPIN'の中納良恵が登場し、安藤とともに坂元裕二書き下ろしのショートラジオドラマを発表するなどのコーナーを設け、J-WAVEでの初ナビゲートを務めた。
2016年に入ると、1月に『シリーズ・江戸川乱歩短編集』の第一弾「1925年の明智小五郎」がNHK BSプレミアムで放送され、満島は3話通して明智小五郎の役を演じた。『トットてれび』で主演・黒柳徹子役を務め、同作で多数の賞を受賞している（受賞歴参照）。舞台では『かもめ』に出演。年末には再び『シリーズ・江戸川乱歩短編集』第二弾「妖しい愛の物語」が放送された。また同年公開の映画『ONE PIECE FILM GOLD』で、カリーナ役として初めて声の出演を果たした。
2017年には、1月期の『カルテット』、7月期の『監獄のお姫さま』と、一期またいで立て続けに出演。映画では『愚行録』、『海辺の生と死』に出演し、多数の賞を受賞した（受賞歴参照）。第54回ギャラクシー賞では前年からの活躍によってテレビ部門個人賞を受賞し、また第43回放送文化基金賞では史上3人目となる2度目の演技賞を受賞した。4月から6月にかけては、自身が初のラジオパーソナリティを務めるラジオ番組『おとなの自動車保険 presents 光のメロディー』がJFN加盟38局で放送され、またアニメ映画『メアリと魔女の花』で赤毛の魔女役で声優を務たほか、一本の舞台で主演を務めた。
2018年3月1日、所属事務所のユマニテから独立し、フリーで活動していくことが発表された。同年末には、『シリーズ・江戸川乱歩短編集』第三弾「満島ひかり×江戸川乱歩」が放送された。
2021年6月、満島が1人6役を演じた長崎県南島原市の観光ムービー「突撃！南島原情報局【神回】」が、アジア最大の国際短編映画祭「ショートショートフィルムフェスティバル」の観光映像大賞部門において最高賞の観光庁長官賞を受賞した。
2022年4月期、『未来への10カウント』に出演。テレビ朝日系連続ドラマにレギュラー出演するのは初である。

### 音楽活動
folder5時代はバックダンサー的な存在だったが、他人の楽曲を歌うTHE夜もヒッパレ出演経験や自身本来の歌唱力を活かしてモノマネ番組にも出演していた。ネタは中島美嘉、浜崎あゆみ、華原朋美などで、華原は本人登場で共演を果たしたが、安田大サーカスの千と千尋の神隠しに負けている。元々は藤川なお美（AKINA）とジェニーいとう（MOE）がマネした時に本人登場で出演し、その時に浜崎のモノマネが出来るという事で出演する様になった。
2015年11月、「中島みゆき RESPECT LIVE 歌縁（うたえにし）」で、Folder5時代以来13年ぶりにライブステージに立った。
2017年には、『カルテット』の主題歌「おとなの掟」の歌唱に加わり、またMONDO GROSSOの14年ぶりの新曲「ラビリンス」に参加。『ミュージックステーション』や「FUJI ROCK FESTIVAL '17」のMONDO GROSSOのステージなどにも登場し「ラビリンス」を披露した。同曲のMVのYouTubeでの再生回数は、2021年10月現在3000万回を突破している。またCHARAのニューアルバム『Sympathy』に収録されている「Tiny Dancer」のMVにも出演。そのほか、自身が主演を務めた映画『海辺の生と死』にインスパイアされ、以前から親交のあったEGO-WRAPPIN'に楽曲制作をオファーした「群青」をリリースした。
2017年末、同年に活動を再開した小沢健二がホストをApple Musicオリジナル映像コンテンツ「Tokyo, Music & Us 2017-2018」にゲスト出演し、「ラブリー」を一発撮りでセッションした。また満島は、翌2018年4月に開幕された小沢のツアー「春の空気に虹をかけ」でもバンドメンバーを務めた。そのほか、同年2月15日にはFolder時代の同僚であった三浦大知の日本武道館ライブにサプライズゲストとして登場、三浦とのデュエットで「NOW AND FOREVER」を歌った。
2021年2月27日には、「いとうせいこう is the poet」がブルーノート東京で開催する公演にゲストとして出演。同年5月5日にはラジオ番組「ビューティフルレディオ」に出演し、上述のいとうが選んだ文章の満島による朗読と、高田の即興演奏のコラボレーションが披露された。
2023年、様々なアーティストとコラボレーションするレーベル 『rhapsodies』を設立。第一弾として三浦大知、SOIL&"PIMP"SESSIONSとのコラボレーションシングル『eden』を配信リリース（2023年3月1日）。
ロックバンド・女王蜂のアルバム『十二次元』（2023年2月1日発売）の収録曲「回春」にゲスト・ボーカルとして参加。同曲は3月22日に配信シングルとしてもリリースされた。
TM NETWORKのトリビュートアルバム『TM NETWORK TRIBUTE ALBUM -40th CELEBRATION-』（2024年5月15日発売）の収録曲「ELECTRIC PROPHET（電気じかけの予言者）」にゲスト・ボーカルとして参加。

## 人物
- イタリア系アメリカ人の祖父をもつクォーター。母親は鹿児島県の出身[23]で、父方の祖母が奄美大島出身。両親とも体育教師だった[24][23]。満島真之介と満島光太郎は弟、満島みなみは妹[25][26]。村山彩希は親戚で、村山の子役時代に共演している[27]。
- 名字の満島は、先祖は奄美大島に多い「満（みつ）」という一文字の名字を名乗っていたが、「みつ」という名の女性が一族にいた時期に「みつ・みつ」と姓名が同じになってしまうのを避けるために「満島」と改姓したという[5]。
- 「甘くて柔らかいデザート全般」が苦手で、特にプリンが一番嫌い。2014年6月に『とんねるずのみなさんのおかげでした』の「新・食わず嫌い王決定戦」で設楽統と対決した際はジーマーミ豆腐で敗北を喫した[28]。
- 5歳で初めて家出をするなど小さいころは大人や人の言うことを信用できない子だったといい、勉強もできたが自分で経験しないと絶対に信用しなかった[注釈 2]。また幼いころから本を読むことが好きで[注釈 3]、小説家になろうとも思っていたという[29]。
- 感じたことや考えたことは何でもノートに書き綴るようにしており、そうすることで余計なものをリセットしている[30][31]。これは自身が基本的に感性や本能の部分を大事にしているからであり[31]、またそのためにも"正直"、"素直"でいることを心掛けているという[32]。

### 役者として
- 役者を志すきっかけとなったのは、小学校6年生のころにFolderのメンバーとして映画『モスラ2 海底の大決戦』に出演したことだった[29]。当時は小学校での童話の朗読で物語を覚えて人前で発表していたため、セリフを覚えることが苦ではなかったと述べている[6]。また14歳の時には映画『恋する惑星』を観て、「歌ってるみたいにお芝居していた」フェイ・ウォンに憧れを抱いた[33]。
- どんな役も「そう思わないとできない」というタイプであり、事前に役柄や作品について勉強することが多い[31]。「世界中の街中にあふれている色んな人の届かない気持ちをがむしゃらに届けられる役者でありたい」としている[34]。

### 評価
- 2014年12月16日キネマ旬報社刊「オールタイムベスト映画遺産 日本映画男優・女優100」ISBN 9784873768038[35]において15位を獲得。キネマ旬報社95周年記念ムック本第3弾。映画人・評論家・文化人181人のアンケート調査結果を基にランキングしたもの。同調査は1985年と2000年に次ぐ3回目。
- 2015年、『週刊現代』1月17日・24日号の企画「いま日本で『本当にうまい役者』ベスト100人を決める」では、「全身女優」「演技に対して真面目で真摯」といった評価がなされ、〈女優編〉第1位を獲得した[36]。

### 私生活
主演を務めた『川の底からこんにちは』の監督・石井裕也と約1年の交際期間を経て2010年10月25日に結婚したが、生活観や結婚観の違いから2016年の年明けに離婚している。

## エピソード
- 小学四年生の時に受けた沖縄アクターズスクールのオーディションでは面接時に内田有紀の「Only You」を歌った[39]。子役時代のインタビューでは、目標とする芸能人としてSPEEDや観月ありさを挙げていた[6]。
- Folderにおける活動時から現在まで三浦大知と仲が良く、兄弟のような関係[40]。『トットてれび』においては、満島が演じる黒柳が大きな影響を受けたチャールズ・チャップリン役を三浦にやってもらうために満島が直接電話で「チャップリンをやって」と三浦へ連絡を取り、2人の共演が実現したというエピソードがある[40]。
- 役者を志してFolder5の活動休止後いくつかオーディションを受けるが全然受からず、ストレスも溜まるようになったという。しかし19歳のころに最後と思い臨んだ『ウルトラマンマックス』でアンドロイド役に抜擢され、そこで実相寺昭雄に「君、芝居を続けるといい。役者に向いているよ」と声を掛けられたことで本格的に役者を目指すようになったという[31]。
- 『愛のむきだし』では、園子温から何度も演技の駄目出しを受けた。身体にはあざも出来るなど、精神的にも肉体的にもハードな状態だった。だが、自分をぶつけられる場を与えられたことで、「今までやり切れなかったことを全て吐き出すことが出来た。また、自分のベースを作った感覚もあった」と振り返っている[41]。一方で、監督側と役者側で演出などをめぐって怒鳴り合いや喧嘩が起こるなど撮影の現場は険悪な雰囲気だったという[42]。
- 『月刊 満島ひかり』のインタビューでは「アクターズスクールで一番仲良かったのは宮里明那ですね。とても、ひょうきん者で演歌好きな女の子だった」「自分の個性、ここは譲れないというのが一番あった子で、話が合いました」と語っている[要ページ番号]。AKINAは自身のブログで満島が結婚した際、「メンバーの満島」と書いて祝福した[要文献特定詳細情報]。この他石原萌もブログで満島の結婚を祝福している[要文献特定詳細情報]。
- 以前所属していた事務所が同じであった安藤サクラとは『愛のむきだし』で初共演して以来、仲が良く親交がある[注釈 4]。学年・身長・足のサイズが同じ[43]。
- 黒柳徹子とは、2011年に『徹子の部屋』に出演した際に「私の（役の）未来を演じるのは黒柳さんしかいない」と『おひさま』の最終回で自身の演じた筒井（須藤）育子の晩年役としての出演を直談判。結果、黒柳にとって24年ぶりとなる連続テレビ小説出演のきっかけを作ることになった[44]。逆に、2016年には黒柳が「共演して大好きだったし、どうせやっていただくなら似ているだけでなくて、演技の上手な人がいいと思って」との理由で黒柳の自伝のドラマ化作品『トットてれび』での黒柳役に満島を指名する[45]、かつて黒柳が吹替を担当した『サンダーバード』のペネロープ役を『サンダーバード55/GoGo』で引き継ぐ[46]という縁もある。
- 坂元裕二が脚本を担当した作品によく起用されている[注釈 5]。坂元は芦田愛菜が主演を務めた『さよならぼくたちのようちえん』において初めて満島を起用し、その流れで『それでも、生きてゆく』への出演オファーをプロデューサーにしてもらっていたが、多忙なスケジュールの関係で3、4度断られたという。そこで坂元が直接所属事務所へ満島に会いにいき、「満島さんが出ること以外想定していない」と最後の説得をした際に、満島は年下で駆け出しの役者である自分と真剣に交渉する坂元の湯飲みを持つ手が少し震えているのを見て「信用できる人だな」と思い後日スケジュールをどうにか詰め、出演を承諾したというエピソードがある[47][48]。
- 第30回東京国際映画祭のオープニングセレモニー企画「Japan Now 銀幕のミューズたち」において満島を含み安藤サクラ、宮崎あおい、蒼井優ら同世代である女優同士で集まった際に宮崎、蒼井、安藤の3人について満島は「ここにいるみんなのそれぞれのお芝居が私はすごく大好き。（3人は）自然とかその場の空気とか、その日のものを自分の力に変えて、より多くを感じて、より少なく表現するようなすてきな俳優さんだと思っていて、その中に一緒に立てていることを非常にうれしく思います」と映画祭で3人に会えた喜びを語った[49]。
- 現在はスタイリストである中学時代からの友人と2人で会社を設立し、二人三脚で役者業のマネージメントを行なっている[50]。
- 2004年ごろから満島が2代目MCを務めていたゼベック・オンラインによる縁でマツコ・デラックスとは互いに右も左もわからない時代から親交があった。2022年、満島が『マツコ会議』にゲストで出演した際には2010年ごろの同時期から2人とも仕事が忙しくなり始めるなど、色々な人から周知してもらえるようになるタイミングが同じだったことで互いに気にかけあっていたとその当時を2人で振り返った[51]。

## 出演

### テレビドラマ
- ウルトラマンマックス（2005年7月 - 2006年4月、中部日本放送） - エリー 役
- ダンドリ娘（2006年6月 - 8月、フジテレビ） - 青木麗 役
- ダンドリ。〜Dance☆Drill〜 最終話（2006年9月19日、フジテレビ） - 青木麗 役
- 紅の紋章（2006年10月 - 12月、東海テレビ） - 辻綾子 役
- ブロッコリー（2007年1月20日、フジテレビ） - 橘香織 役
- 帰ってきた時効警察 第3話（2007年4月27日、テレビ朝日） - 清原みつよ 役
- 仮面ライダー電王 第17・18・33話（2007年5月20日・27日・9月16日、テレビ朝日） - 沢田由香 役
- 女刑事みずき〜京都洛西署物語〜 第3話（2007年7月19日、テレビ朝日） - 江藤泉 役
- 結婚詐欺師（2007年11月18日、WOWOW） - 藤本ゆか 役
- 連続テレビ小説（NHK）
  - 瞳（2008年3月 - 9月） - 橋本純子 役[注釈 6]
  - おひさま（2011年4月4日 - 10月1日） - 筒井（須藤）育子 役
- ネオコラ!東京環境会議 ビール瓶篇（2008年10月13日、フジテレビ）
- 252 生存者あり episode.ZERO（2008年12月5日、日本テレビ） - 長峰ゆき 役
- メン☆ドル 〜イケメンアイドル〜 第10話（2008年12月18日、テレビ東京） - ハッタイ 役
- 怨み屋本舗REBOOT 第5話（#9・#10）（2009年9月5日・12日、テレビ東京） - 青山ちはる 役
- BLOODY MONDAY（2010年1月23日 - 3月20日、TBS） - 敷村理沙 / 倉野理沙 / スパイダー役
- 月の恋人〜Moon Lovers〜（2010年5月10日 - 7月5日、フジテレビ） - 安斎リナ 役
- モテキ（2010年7月16日 - 10月1日、テレビ東京） - 中柴いつか 役
- 太宰治短編小説集 vol.3「カチカチ山」（2010年9月28日、NHK-BS2） - 兎 役
- さよならぼくたちのようちえん（2011年3月30日、日本テレビ） - 吉木万里 役[52]
- それでも、生きてゆく（2011年7月7日 - 9月15日、フジテレビ） - 遠山双葉 役
- 日中国交正常化40年記念ドキュメンタリードラマ 開拓者たち（2012年1月1日 - 22日、NHK BSプレミアム） - 阿部ハツ 役[53][54]
- Woman（2013年7月3日 - 9月11日、日本テレビ） - 主演・青柳小春 役
- かなたの子 第2話（2013年12月1日、WOWOWプライム） - 野宮朔美 役
- 若者たち2014（2014年7月9日 - 9月24日、フジテレビ） - 佐藤ひかり 役
- おやじの背中 第2話「ウェディング・マッチ」（2014年7月20日、TBS） - 青木誠 役
- ごめんね青春!（2014年10月12日 - 12月21日、TBS） - 蜂矢りさ 役
- ど根性ガエル（2015年7月11日 - 9月19日、日本テレビ） - ピョン吉 役（声）[55]
- シリーズ・江戸川乱歩短編集 1925年の明智小五郎（NHK BSプレミアム） - 主演・明智小五郎 役[56]
  - 『D坂の殺人事件』（2016年1月11日）
  - 『心理試験』（2016年1月23日）
  - 『屋根裏の散歩者』（2016年1月24日）
- いつかこの恋を思い出してきっと泣いてしまう 第1話・第6話（2016年1月18日・2月22日、フジテレビ） - 杉原音の母 役[注釈 7][57]
- トットてれび（2016年4月30日 - 6月18日、NHK総合） - 主演・黒柳徹子 役[58][59]
- キッドナップ・ツアー（2016年8月2日、NHK総合） - のりちゃん 役[60]
- シリーズ・江戸川乱歩短編集II 妖しい愛の物語（NHK BSプレミアム） - 主演・明智小五郎 役（『何者』『黒手組』） / 女流作家 役（『人間椅子』）[61]
  - 『何者』（2016年12月26日）
  - 『黒手組』（2016年12月27日）
  - 『人間椅子』（2016年12月28日）
- カルテット（2017年1月17日 - 3月21日、TBS） - 世吹すずめ 役[62]
- 破獄（2017年4月12日、テレビ東京） - 佐久間光 役[63]
- 監獄のお姫さま（2017年10月17日 - 12月19日、TBS） - 若井ふたば 役[64]
- シリーズ・江戸川乱歩短編集 満島ひかり×江戸川乱歩（2018年12月30日、NHK BSプレミアム） - 主演[65] おせい 役（『お勢登場』）、 S子 役（『算盤が恋を語る話』）、京子 役（『人でなしの恋』）
- 甲子園とオバーと爆弾なべ（2019年8月7日、NHK BSプレミアム）
- シリーズ・江戸川乱歩短編集IV 新!少年探偵団（NHK BSプレミアム） - 主演・明智小五郎 役
  - 『怪人二十面相』（2021年3月23日）
  - 『少年探偵団』（2021年3月24日）
  - 『妖怪博士』（2021年3月25日）
- 未来への10カウント（2022年4月14日 - 6月9日、テレビ朝日） - 折原葵 役[66][67]
- 初恋の悪魔 第6話 - 最終話（2022年8月20日 - 9月24日 、日本テレビ） - 淡野リサ 役[68]
- 生きとし生けるもの（2024年5月6日、テレビ東京） - 幸田ちひろ 役[69]

### ネットドラマ
- 足りない生活（2007年7月30日、VISION CAST：携帯ドラマ）
- 借金カノジョ（2008年1月、VISION CAST：携帯ドラマ） - 松下久恵 役
- MAKE THE LAST WISH（2008年9月、MAKE 5 WISHES 製作委員会：WEBドラマ） - 小池ミナミ・ハナ 役
- First Love 初恋（2022年、監督・脚本：寒竹ゆり、Netflix） - 主演・野口也英 役[注釈 8][70]

### 映画
- モスラ2 海底の大決戦（1997年12月13日、監督：三好邦夫） - 浦内汐里 役[3][注釈 9]
- デスノート / デスノート the Last name（2006年6月17日 / 11月3日、監督：金子修介） - 夜神粧裕 役
- エクステ（2007年2月17日、監督：園子温） - 椎名百合子 役
- 僕の彼女とその彼氏（ゆうれい） Drop in Ghost（2007年2月24日、監督：森敦司） - 主演・佐伯小夜 役※初主演
- 少林少女（2008年4月26日、監督：本広克行） - 高橋ひかり 役
- プライド（2009年1月17日、監督：金子修介） - 緑川萌 役
- 愛のむきだし（2009年1月31日、監督：園子温） - ヨーコ（尾沢洋子） 役
- ちゃんと伝える（2009年8月22日、監督：園子温） - 女子高生 役
- クヒオ大佐（2009年10月10日、監督：吉田大八） - 浅岡春 役
- 食堂かたつむり（2010年2月6日、監督：富永まい） - ミドリ 役
- カケラ（2010年4月3日、監督：安藤モモ子） - 主演・北川はる 役
- 川の底からこんにちは（2010年5月1日、監督：石井裕也） - 主演・佐和子 役
- 悪人（2010年9月11日、監督：李相日） - 石橋佳乃 役
- ラビット・ホラー3D（2011年9月17日、監督：清水崇） - 主演・今里キリコ 役
- 一命（2011年10月15日、監督：三池崇史） - 美穂 役
- スマグラー -おまえの未来を運べ-（2011年10月22日、監督：石井克人） - 田沼ちはる 役
- 北のカナリアたち（2012年11月3日、監督：阪本順治） - 戸田真奈美 役
- 夏の終り（2013年8月31日、監督：熊切和嘉） - 主演・知子 役
- ハロー!純一（2014年2月15日、監督：石井克人） - 主演・アンナ先生 役[71]
- 駆込み女と駆出し男（2015年5月、監督：原田眞人） - お吟 役
- 愚行録（2017年2月18日、監督：石川慶） - 光子 役  [72]
- 海辺の生と死（2017年7月29日、監督：越川道夫、フルモテルモ / スローラーナー） - 主演・トエ 役[73]
- 最高の人生の見つけ方（2019年10月11日、監督：犬童一心） - 北原美春 役
- 演じる女（2020年10月16日、監督：照屋年之） - ヨシコ 役
- TANG タング（2022年8月11日、監督：三木孝浩） - 春日井絵美 役[74]
- 川っぺりムコリッタ（2022年9月16日、監督：荻上直子） - 南詩織 役
- アイ・アム まきもと（2022年9月30日、監督：水田伸生） - 津森塔子 役[75]
- ラストマイル（2024年8月23日、監督：塚原あゆ子） - 主演・舟渡エレナ 役[76][77]
- 夏の砂の上（2025年7月4日、監督：玉田真也） - 小浦阿佐子 役[78]
- 兄を持ち運べるサイズに（2025年11月28日公開予定、監督：中野量太） - 加奈子 役[79]
- 時には懺悔を（2026年公開予定、監督：中島哲也） - 聡子 役[80][81]

### 短編映画
- ラスト・エクスタシー（2010年札幌国際映画祭で上映、監督：大山千賀子） - 主演・あかね 役
- 演じる女（2021年第13回沖縄国際映画祭で上映、監督：照屋年之） - 主演

### テレビアニメ
- アイラブみー（2022年3月28日 - 30日、NHK Eテレ） - 主人公・みー 役、他全役[82]
- cocoon 〜ある夏の少女たちより〜（2025年8月25日、NHK総合 / 3月30日、NHK BS） - マユ 役[83][84]

### アニメ映画
- ONE PIECE FILM GOLD（2016年7月23日） - カリーナ 役[85]
- メアリと魔女の花（2017年7月8日） - 赤毛の魔女 役[86]
- ホウセンカ（2025年秋公開予定） - 永田那奈（過去） 役[87]

### 吹き替え
- サンダーバード55/GoGo（2022年1月7日） - ペネロープ・クレイトン＝ワード役

### 舞台
- 偽伝、樋口一葉（2006年12月6日 - 10日、シアターモリエール） - 主演・樋口一葉 役
- 見よ、飛行機の高く飛べるを（2007年2月8日 - 12日、俳優座） - 北川操 役
- 苦情の手紙（2007年8月21日、シアターサンモール、朗読劇）
- 農業少女（2007年8月30日・31日・9月1日、渋谷ギャラリールデコ） - 百子 役
- ルドンの黙示（2008年8月20日 - 24日、全7回公演、新国立劇場小劇場） - マリア 役（2008年11月・5日・10日・17日・20日・25日、CS）
- ネジと紙幣 based on 女殺油地獄（2009年9月17日 - 27日、天王洲 銀河劇場 他） - 兼坂和佳 役
- 鎌塚氏、すくい上げる（2012年8月9日 - 26日、本多劇場 他） - 花房センリ 役
- 100万回生きたねこ（2013年1月8日 - 27日、東京芸術劇場 他） - 主演・白猫 役
- いやむしろわすれて草（2013年5月16日 - 26日、青山円形劇場） - 主演・高木三樹 役
- 秋のソナタ（2013年10月25日 - 11月3日、東京芸術劇場） - 佐藤オリエとの2人芝居
- ハムレット（2015年1月22日 - 2月15日、彩の国さいたま芸術劇場）（2015年2月20日 - 3月1日、梅田芸術劇場）（2015年3月26日 - 3月29日、国立中正文化中心）（2015年5月21日 - 5月24日、バービカン・センター） - オフィーリア 役
- かもめ（2016年10月 - 12月、東京芸術劇場プレイハウス 他） - ニーナ 役[88]
- 百鬼オペラ「羅生門」（2017年9月8日 - 25日、Bunkamura シアターコクーン / 兵庫、静岡、名古屋公演） - 主演（柄本佑とW主演）[89]
- お気に召すまま -As You Like It-（2019年7月30日 - 8月18日、東京芸術劇場プレイハウス / 豊橋、新潟、兵庫、熊本、北九州公演） - ヒロイン・ロザリンド 役[90]
- いとうせいこう is the poet featuring Special Guest 満島ひかり 1st album『ITP 1』リリースLive at ブルーノート東京（2021年2月27日） - ゲスト

### イベント
- 株式会社明後日主催「全国へゆこうか！朗読ジャーニー 『詠む読む』 〜坂元裕二の詠む言葉と満島ひかりは読む旅にでる〜」2019年3月29日から全都道府県制覇という目標の元始まった朗読劇の企画。毎回ゲストの朗読パートナーを招待し、不定期に開催している。現時点で満島ひかりとペアを組んだ朗読ゲストは森岡龍、のん、毎熊克哉、森七菜、佐久本宝、駿河太郎、YO-KING[91]。
- THE GREAT SATSUMANIAN HESTIVAL（2023年）

### ドキュメンタリー
- ザ・ノンフィクション「せとうち発 潜水家族」（2011年12月11日） - ナレーション
- ヒューマンドキュメンタリー「車輪の一歩 激闘 車いすバスケット」（2011年12月30日） - ナレーション
- BS1スペシャル 「それでも日本人ジャーナリストは戦場に立つ」（2013年6月1日、NHK BS1） - ナレーション・ドラマパート主演
- 7年ごとの記録 28歳になりました（2013年8月、NHK） - 語り
- 女優 満島ひかり まだ見ぬ世界へ〜シェークスピアに挑む〜（2015年2月25日、NHK BSプレミアム）[92]
- SWITCHインタビュー 達人達 満島ひかり×海部陽介（2017年7月15日、NHK Eテレ）
- にっぽん紀行「ガミガミおばちゃんの駄菓子屋」（2018年3月29日、NHK） - 語り
- ドキュメンタリードラマスペシャル「リセット〜あの日、人生を変えた〜」（2019年6月2日、NHK BS1） - ナビゲーター
- 天国DJ 亡き、あなたへ…（2021年3月26日、NHK） - DJ（朗読）

### バラエティ
- ゼベック・オンライン（2003年9月30日 - 2005年3月30日、TOKYO MX） - 初日は卒業アシスタントへ労いの花束贈呈&自己紹介。番組はストリーミング放送もしていた。
- ダウンタウンのガキの使いやあらへんで!! 「ガキの使い卒業 さようなら山崎邦正」（2015年3月29日、日本テレビ） - ナレーション[93]
- トットふたり〜黒柳徹子&満島ひかりスペシャルトーク（2016年6月4日、NHK総合）
- ひかりとひとり（2023年10月27日、U-NEXT）[94]

### ラジオ
- 岡田惠和 今宵、ロックバーで〜ドラマな人々の音楽談義〜　第4回（2011年4月18日、NHKラジオ第1）[95]
- おとなの自動車保険 presents 光のメロディー（2017年4月2日 - 6月25日、JFN38局、全13回）
- ヴォイスミツシマ（2022年8月18日、2023年4月9日 - 2025年3月16日、NHKラジオ第1）[96]

### CM
- バンダイ
  - 「DXマックススパーク」（2005年）
  - 「ワンダーカプセル ウルトラマンシリーズ」（2005年）
- エネルギア・コミュニケーションズ MEGA EGG（2005年11月1日 - 2007年5月31日） - 中国電力系ネットサービス
- ニベア花王「ウォータリングリップ ディープモイスチャー」（2010年9月 - ）
- 三井住友カード「三井住友VISAプライムゴールドカード」（2010年10月 - ）
- LIXIL（トステム）
  - インプラス
    - 「病院・防音」篇（2010年11月1日 - 2010年12月20日） - 看護師 役[97]
    - 「居酒屋・断熱」篇（2010年11月1日 - 2010年12月20日） - 看護師 役[97]
    - 「病院・断熱」篇（2010年11月1日 - 2010年12月20日） - 看護師 役[97]

  - 「リクシルって知っテル?」シリーズ
    - 第5話（2011年6月18日 - 2011年6月24日）[98]
    - 第6話（2011年年6月25日 - 2011年7月1日）[99]

  - SATIS ECO4「節水トイレ（嫁養子の葛藤）篇」（2011年11月5日 - ） - 妻 役[100]
- サントリー食品インターナショナル
  - ナチュライ「夏の坂道」編（2011年7月19日 - ）[101][102]
  - ボス プレミアムボス ザ・ラテ「プレミアム城跡」篇（2016年3月1日 - ）[103][104]
- エムティーアイ「ルナルナ」（2012年7月17日 - ）[105]
- 大塚製薬 カロリーメイト
  - 「とどけ、熱量。」篇（2012年11月17日 - ） - 中島みゆきの「ファイト!」をカバー[106]
  - 「新社会人へ」篇（2013年4月13日 - ） - 米米CLUBの「浪漫飛行」をカバー[107]
  - 「人間とチーター」篇（2014年2月9日 - ）[108]
- トヨタ自動車 TOYOTOWNシリーズ「ハイブリッドの樹」篇・「住人たち」篇（2013年6月4日 - ）
- 資生堂
  - MAQuillAGE（2014年2月21日 - ）
  - 専科
    - 「抱かれたい女」篇（2016年3月 - ）[109]
    - 「専科 パーフェクトホイップマスク 『お風呂娘』篇」（2017年9月29日 - ）[110]
    - 「洗顔専科 パーフェクトホイップ 『おかえり娘』篇」（2018年3月 - ）[111]
    - 「洗顔専科 オールクリアオイル 『おしごと娘』篇」（2018年7月20日 - ）[112]
- 東芝ライフスタイル
  - 新テレビCM「宣言篇」（2016年11月 - ）[113][114]
  - 新テレビCM「ライフスタイルSEASON2篇」（2017年9月1日 - ）[115]
- キリンビール
  - 一番搾り（2017年9月 - ）
  - 企業広告「ビールはいつも」篇（2020年5月15日 - ）[116]
  - 「みんなからのお願い」篇・「満島さんからのお願い」篇（2024年8月26日 - ）[117]
- 江原道（Koh Gen Do）自然派化粧品（2019年9月8日 - ） - ミューズ[118][119]
- ACジャパン（2020年7月 - ）ウォーターエイドジャパン支援キャンペーン「命の水、命がけの水」でナレーションを担当
- キリンビバレッジ
  - 生茶
    - 生茶「新・登場」篇（2020年2月29日 - ）[120]
    - 生茶「新・生って、感動する。実感 満島ひかり」篇（2020年3月3日）[121]
    - 生茶「出会い篇」「感動篇」(2023年4月4日 -) [122]

  - 生茶 ほうじ煎茶
    - 「キリン 生茶 ほうじ煎茶『誕生』篇」（2020年9月12日 - ）[123]
    - 「キリン 生茶 ほうじ煎茶『誕生・実感 満島ひかり』篇」（2020年9月12日 - ）[123]
    - キリン 生茶 ほうじ煎茶「登場」篇（2021年9月14日 - ）[124]
    - キリン 生茶 ほうじ煎茶「登場・実感 満島ひかり」篇（2021年9月14日 - ）[124]
    - キリン 生茶 ほうじ煎茶「誕生・お茶にも生がある」篇・「新・生茶葉のおいしさ」篇（2022年4月26日 - ）[125]

  - 生茶 ライフプラス 免疫アシスト
    - キリン 生茶「プラズマ乳酸菌で免疫ケア」篇（2021年10月12日 - ）[126]
- 長崎県南島原市PR動画「突撃！南島原情報局【神回】 」（2021年2月公開） - 天草四郎 など6役[127]
- UQ mobile UQUEEN
  - 「登場」篇（2021年9月1日 - ）[128][129]
  - 「懇願」篇（2021年9月2日 - ）[130]
  - 「馬」篇（2021年10月8日 - ）[131]
  - 「効果音」篇（2021年10月14日 - ）[132]
  - 「パーティー」篇（2021年11月24日 - ）[133]
  - 「グッズ」篇（2022年1月21日 - ）[134]
  - 「カモの親子」篇（2022年3月25日 - ）[135]

### イメージキャラクター
- 平成20年秋の全国交通安全運動（2008年9月21日 - 30日、東京都・警視庁・区市町村）

## イベント
- 写真集「HIAKRI photographs」リリースイベント（2002年6月30日、福家書店新宿サブナード店）
- DVD「キラリラ・ティーン」リリースイベント（2005年5月22日、LaOXアソビックシティー1番館、石丸電気SOFT2）
- ウルトラマンフェスティバル2005（2005年8月13日、池袋サンシャインシティ）
- 写真集「あそびましょ。」リリースイベント（2005年8月27日、福家書店新宿店）
- DVD「ゆっくり、お茶でもしませんか」リリースイベント（2005年8月27日、秋葉原アソビックシティー）
- ウルトラマンマックススペシャルショー（2005年11月13日、東武動物公園）
- 宝島コレクションマーケット（2006年1月8日、東京国際展示場）
- 映画「デスノート the Last name」試写会舞台挨拶（2006年10月22日、大阪御堂会館 / 10月24日、東京国際フォーラムA）
- DVD「ダンドリ娘」リリースイベント（2006年12月23日、石丸電気SOFT1） - 浅木一華、小松彩夏と参加。
- 映画「僕の彼女とその彼氏 Drop in Ghost」舞台挨拶（2007年1月19日、東京ウィメンズプラザ）
- ジャンプフェスタ 2008 「L change the WorLd」 デスノート スピンオフ公開直前スペシャル（2007年12月22日、幕張メッセ国際展示場）
- NHK WONDER STREET（2008年8月16日、代々木公園ケヤキ並木通り特設会場） - 香子、田野アサミ、電撃チョモランマ隊と参加。
- 「中島みゆき RESPECT LIVE 歌縁（うたえにし）」（2015年11月、東京 / 大阪）[14]
- 若尾文子 v.s 満島ひかり-20世紀から21世紀へ 恋する惑星対談-（2015年12月3日、東京・ユーロライブ）[136]

## DVD
- キラリラ・ティーン（2005年5月20日）
- ゆっくり、お茶でもしませんか（2005年8月27日）
- 満島ひかり Perfect Collection（2005年12月22日 ライブドア）
- クラリズム（2006年5月25日 GPミュージアムソフト）
- 月刊 満島ひかり（2010年3月26日 イーネット・フロンティア）

## 書籍

### 写真集
- 少女たちのオキナワ（1997年6月20日） ISBN 9784103262084
- アクターズスクールの不思議（1997年8月10日） ISBN 9784594601164
- HIAKRI photographs（2002年7月15日） ISBN 9784847027185
- あそびましょ。（2005年8月18日） ISBN 9784054028159
- aURA（2005年12月24日） ISBN 9784775601044
- ルドンの黙示 PHOTOBOOK（2008年8月20日）
- 月刊 満島ひかり（2010年2月10日） ISBN 978-4-10-790213-9

### 雑誌連載
- T.Tennis（2006年3月号 - 2007年3月号、学習研究社）
- Papyrus 28号 - 短編小説連作「まつげのここち」
- 広告（2015年2月号、博報堂）

## 受賞歴

### 映画
- 2009年度
  - モントリオール・ファンタジア国際映画祭 最優秀女優賞（『愛のむきだし』）
  - 第1回TAMA映画賞 最優秀新進女優賞（『愛のむきだし』『プライド』）
  - 第34回報知映画賞 新人賞（『愛のむきだし』『クヒオ大佐』『プライド』）
  - 第31回ヨコハマ映画祭 助演女優賞（『愛のむきだし』『クヒオ大佐』『プライド』）
  - 第83回キネマ旬報ベスト・テン 助演女優賞（『愛のむきだし』『クヒオ大佐』『プライド』）
  - 第64回毎日映画コンクール スポニチグランプリ新人賞（『愛のむきだし』）
  - 第14回日本インターネット映画大賞 新人賞（『愛のむきだし』『クヒオ大佐』『プライド』）
  - 第19回日本映画プロフェッショナル大賞 新人奨励賞（『プライド』）
  - 第19回日本映画批評家大賞 新人賞（小森和子賞）（『愛のむきだし』）[137]
- 2010年度
  - モントリオール・ファンタジア国際映画祭 最優秀女優賞（『川の底からこんにちは』）
  - 第34回山路ふみこ映画賞 新人女優賞（『悪人』）[138]
  - 第32回ヨコハマ映画祭 主演女優賞（『カケラ』『川の底からこんにちは』）
  - 第34回日本アカデミー賞 優秀助演女優賞（『悪人』）[139]
  - 第15回日本インターネット映画大賞 助演女優賞（『悪人』他）
- 2011年度
  - 第35回日本アカデミー賞 優秀助演女優賞（『一命』）[140]
  - 第6回アジア・フィルム・アワード 助演女優賞ノミネート（『一命』）
- 2012年度
  - 第36回日本アカデミー賞 優秀助演女優賞（『北のカナリアたち』）[141]
- 2015年度
  - 第39回日本アカデミー賞 優秀助演女優賞（『駆込み女と駆出し男』）
  - 第25回日本映画批評家大賞 助演女優賞（『駆込み女と駆出し男』）[142]
- 2017年度
  - 第9回TAMA映画賞 最優秀女優賞（『海辺の生と死』『愚行録』）[143]
  - 第32回高崎映画祭 最優秀主演女優賞（『海辺の生と死』）
  - 第27回日本映画批評家大賞 主演女優賞（『海辺の生と死』）[144]
- 2025年
  - 第48回日本アカデミー賞 優秀主演女優賞（『ラストマイル』）[145]

### ドラマ
- 2011年度
  - 東京ドラマアウォード 助演女優賞（『モテキ』『さよならぼくたちのようちえん』）[146]
- 2012年度
  - 第20回橋田賞 新人賞（『それでも、生きてゆく』『おひさま』他）[147]
- 2013年度
  - 第40回放送文化基金賞 演技賞（『Woman』）[148][リンク切れ]
  - 東京ドラマアウォード 主演女優賞（『Woman』）[149]
  - 第83回ザテレビジョンドラマアカデミー賞 助演女優賞（『ごめんね青春!』）[150]
- 2015年度
  - 第1回コンフィデンスアワード・ドラマ賞 助演女優賞（『ど根性ガエル』）[151]
  - 第86回ザテレビジョンドラマアカデミー賞 助演女優賞（『ど根性ガエル』）[152]
- 2016年度
  - 第4回コンフィデンスアワード・ドラマ賞 主演女優賞（『トットてれび』）[153][154]
  - コンフィデンスアワード・ドラマ賞 年間大賞2016 主演女優賞（『トットてれび』）[155][156]
  - 第54回ギャラクシー賞 テレビ部門個人賞（『トットてれび』『シリーズ・江戸川乱歩短編集II妖しい愛の物語』『カルテット』）[157]
  - 第43回放送文化基金賞 演技賞（『トットてれび』）[158][リンク切れ]
  - 第95回ザテレビジョンドラマアカデミー賞 助演女優賞（『監獄のお姫さま』）[159]

### 舞台
- 2013年度
  - 第21回読売演劇大賞 杉村春子賞（『100万回生きたねこ』『いやむしろわすれて草』）

### その他
- 2011年 エランドール賞 新人賞[160]
- 2013 53rd ACC CM Festival クラフト賞 テレビCM部門 演技賞（『カロリーメイト』『TOYOTOWN』）
- Vogue Japan Woman of the Year 2013[161]。
- 2021年 ショートショートフィルムフェスティバル ジャパン部門ベストアクターアワード（『演じる女』）[162]

### 作品
| アーティスト                                    | 発売日                                          | タイトル                                                                     | 規格品番                                                                                          | 備考 |
| ----------------------------------------------- | ----------------------------------------------- | ---------------------------------------------------------------------------- | ------------------------------------------------------------------------------------------------- | --- |
| ステファニー                                    | 2009年1月14日                                   | Pride〜A Part of Me〜 feat.SRM                                               | SECL-740/SECL-742                                                                                 | 『SRM』とは『プライド』作中に登場するユニット名であり、作中でステファニーと共にSRMのメンバーを演じている満島ひかりとのツインボーカルによる楽曲となっている。 |
| Various Artists                                 | 2012年                                          | 愛なしでは息もできない (アンナ先生 エンディングver.)                         | NR-0002                                                                                           | CD 『愛なしでは息もできない 映画 「ハロー!純一」 主題歌』収録。track 3 アンナ先生役として歌唱参加。                                                          |
| 林ゆうき                                        | 2016年7月20日                                   | GOLD&JIVE～SILVER OCEAN / テゾーロ (CV: 山路和弘)／カリーナ (CV: 満島ひかり) | TYCT-60090                                                                                        | CD 『ONE PIECE FILM GOLD (オリジナル・サウンドトラック)』収録。track 1 カリーナとして歌唱参加。                                                              |
| 満島ひかり                                      | 2016年11月16日                                  | ファイト!                                                                    | YCCW-10292                                                                                        | 『「 歌 縁 」（うたえにし）- 中島みゆき RESPECT LIVE 2015 -』収録。中島みゆきのリスペクトライブ参加時の歌唱がCD化されたもの。                                |
| Doughnuts Hole                                  | 2017年2月7日                                    | おとなの掟                                                                   | BVXX00970B00Z/BVXX00968B00Z                                                                       | テレビドラマ『カルテット』主題歌。満島を含む主要キャスト4名による期間限定ユニットでの歌唱参加。                                                              |
| MONDO GROSSO                                    | 2017年4月22日                                   | ラビリンス feat.満島ひかり                                                   | ANTCD-22089/HRGA001(アナログ)                                                                     | 歌唱参加。アルバム『何度でも新しく生まれる』収録曲。 |
| 満島ひかり                                      | 2017年8月9日                                    | 群青                                                                         | AIXX01067B00Z/HR12S005(アナログ)                                                                  | EGO-WRAPPIN'プロデュースの楽曲のMVを配信。12inchアナログもリリース（2017年） - MVの演技およびボーカルとして参加。                                            |
| Kazuma Mitchell(ミッチェル和馬（INTERSECTION）) | 2021年8月16日                                   | Drown feat.Hikari Mitsushima                                                 | ANTCD-A0000005006                                                                                 | 歌唱参加。 |
| MOND GROSSO                                     | 2022年3月2日/2022年3月12日(EP)                  | IN THIS WORLD feat. 坂本龍一［Vocal : 満島ひかり］(extended)                 | ANTCD-A0000006393/ANTCD-A0000006505(EP)                                                           | 『BIG WORLD』収録。歌唱参加。 |
| ひかりとだいち love SOIL&"PIMP"SESSIONS         | 2023年3月1日                                    | eden                                                                         | ANTCD-45898/ANTCD-45899/RPDS00100(アナログ)                                                       | 自身のレーベル「rhapsodies」第1弾シングル |
| 女王蜂                                          | 2023年3月22日                                   | 回春 feat.満島ひかり                                                         | AIXX02317B00Z                                                                                     | 歌唱参加。 |
| ひかりとだいち love SOIL&"PIMP"SESSIONS         | 2023年4月20日                                   | eden (Amapiano Remix)                                                        | ANTCD-47014/ANTCD-47015                                                                           | 「eden｣リミックスシングル |
| 満島ひかり                                      | 2023年8月9日                                    | Shadow Dance（Prod. MONDO GROSSO）                                           | ANTCD-48659/ANTCD-48661                                                                           | 「rhapsodies｣ 第2弾シングル |
| 満島ひかり                                      | 2023年10月25日                                  | I'll be                                                                      | HICC-5602                                                                                         | MONGOL800のトリビュート・アルバム『800TRIBUTE -champloo is the BEST!!2-』 収録                                                                               |
| 満島ひかり                                      | 2023年11月1日                                   | ひとりぼっちはやめた                                                         | VICL-65894(通常版)NCS-10284(ジブリ関連ショップ限定版)VIJL-60311(アナログ)                         | 『スタジオジブリ トリビュートアルバム ジブリをうたう』収録。映画「ホーホケキョ となりの山田くん」より。                                                      |
| 満島ひかり                                      | 2024年5月10日(先行配信)/2024年6月5日            | ロゼ (Prod.TeddyLoid)                                                        | LAZC02772B00Z/LAXX02772B00Z(ともに先行配信)/LACM34551B00Z/LAXX34551B00Z(ともに配信)/LACM34551(CD) | 劇場アニメ『コードギアス 奪還のロゼ』エンディングテーマ。歌唱参加。                                                                                          |
| 満島ひかり                                      | 2024年5月15日                                   | ELECTRIC PROPHET (電気じかけの予言者)                                        | ESCL-5948/ESCL05948B00Z                                                                           | TM NETWORKトリビュート・アルバム『TM NETWORK TRIBUTE ALBUM -40th CELEBRATION-』 参加。                                                                       |
| 満島ひかり                                      | 2025年4月11日(先行配信)/2025年4月12日(アナログ) | LOST CHILD (Prod. MONDO GROSSO)                                              | ANTCD-65432/ANTCD-65434/RPDS-00101(アナログ)                                                      | 藤原ヒロシ＋大沢 伸一feat.クリスタル・ケイ「LOST CHILD」のカバー。サウンドプロデュースは、MONDO GROSSO（大沢伸一）。「rhapsodies｣ 第3弾シングル              |